# Humantoxizität
Humantoxizität (von lateinisch humanus „menschlich“ und Toxizität) beschreibt das Ausmaß der Giftwirkung einer toxischen Substanz auf den Menschen, auch ist darunter die Gesamtheit aller für den Menschen toxisch wirkenden Stoffe zu verstehen. Die Humantoxizität befasst sich mit zahlreichen toxischen Substanzen wie Schwermetallen und organischen Stoffen, die den Menschen direkt schädigen. Die Wirkungen können sehr unterschiedlich sein: Schädigungen der Atemwege, des Nervensystems, der Leber und Nieren, Krebs, Missbildungen, Entwicklungsstörungen (als sehr bekanntes humantoxisches Gift gilt beispielsweise das dreiwertige Arsen).

## Andere Bezeichnungen
Human toxicity nach CML (1991/92), Human toxicological impacts nach SETAC Europe (1996), Toxische Gefährdung des Menschen nach DIN/NAGUS UA2 (1996), Direkte Gesundheitsschädigung nach UBA (1999).

## Wirkungen humantoxischer Stoffe
Die Stoffe und deren Wirkungen sind sehr unterschiedlich:
- Zytotoxische Wirkungen (Störung zellulärer Funktion, außer DNA-Änderungen oder -Schädigungen)
- Atemwegsschädigungen,
- Schädigungen des Nervensystems,
- Schädigung von Leber und Nieren,
- Chemische Kanzerogenese,
- Reproduktionstoxizität (Embryo- und Fetotoxizität, Teratogenität [Fruchtschädigung] und Auswirkungen auf die Fertilität [Fruchtbarkeit]; es können alle Stufen der Fortpflanzung betroffen sein).

Dabei werden humantoxisch wirkende Stoffe wie auch andere, als toxisch angesehene Stoffe in drei Kategorien eingeteilt.
Die Aufnahme einiger Stoffe ist für den Organismus notwendig. Eine Überdosis wirkt toxisch, aber auch eine Unterversorgung des Körpers hat negative Auswirkungen. Bei solchen Stoffen spricht man von essentiellen Stoffen.
Es wird weiterhin zwischen Konzentrations- und Summationsgiften unterschieden. Wenn die Aufnahme eines Stoffes ab einem bestimmten Schwellenwert reversibel toxische, bei höheren Dosen irreversibel subletale und letztendlich tödliche Auswirkungen hat, so wird dieser Stoff als Konzentrationsgift bezeichnet. Die Dosis-Wirkungs-Beziehung zeigt typischerweise einen sigmoiden (S-förmiger Kurvenverlauf: erst flacher, dann sprunghafter, schließlich wieder flacher werdender Anstieg) Verlauf.
Kommt es unabhängig von der Aufnahme der Stoffmenge zu einer irreversiblen Schädigung, liegt ein Summationsgift vor. Bei Aufnahme reichert sich der Stoff im Organismus an, z. B. indem er kovalente Bindungen eingeht. Effekte weiterer Gaben summieren sich auf. Genotoxisch wirkende Substanzen zählen zu den Summationsgiften.

## Faktoren
Faktoren, die die Gefährlichkeit einer Substanz beeinflussen sind: Konzentration, Exposition(szeit), Aufnahme/Kinetik, Anfälligkeit und Lebensdauer.
Konzentration: Erst wenn eine bestimmte Konzentration überschritten wird, wirkt sich der Stoff giftig auf einen Organismus aus. Unterhalb dieses Schwellenwertes („no-level-effect“) besteht keine Gefährdung.
Exposition(szeit): Sie besagt, wie lange ein Individuum einem Stoff ausgesetzt ist. Dabei wird oftmals eine geringere Expositionsdauer bei hoher Konzentration als ungefährlicher als eine lange Expositionsdauer bei geringer Stoffkonzentration eingeschätzt.
Aufnahme/Kinetik: Je nach Substanz kann sie durch Einatmen, orale Aufnahme oder Hautkontakt in den Organismus gelangen. Die Toxizität ein und desselben Stoffes kann hierbei je nach Art der Aufnahme variieren.
Anfälligkeit: Bestimmte Personengruppen sind potentiell gefährdeter als andere. Zu den gefährdeteren Gruppen zählen unter anderem Asthmatiker, Allergiker, Schwangere, Kinder, ältere Menschen.
Lebensdauer: Abhängig von spezifischen Stoffeigenschaften, Anwesenheit potentieller Reaktions-partner, Witterungsbedingungen etc. sind manche Substanzen länger als andere als toxisch einzustufen, weil sie bspw. im reaktiven Zustand als hochgiftig angesehen werden, im gebundenen von ihnen aber keine Gefährdung mehr ausgeht.

## Bestimmung und Messgrößen
Zur Bestimmung und Messung werden die unter Toxizität verwendeten Verfahren angewandt.

## Humantoxizität als Bestandteil von Ökobilanzen
Humantoxizität kann als Wirkungskategorie eine Rolle bei der Wirkungsabschätzung spielen. Laut dem Umweltbundesamt ist die Humantoxizität eine Kategorie, die der Sachbilanzpositionsgruppe: Wirkungen durch chemische Emissionen, zugeordnet wird. Sie entspricht in diesem Sinne einer „Output-bezogenen Kategorie“. Besonders die spezifischen Wirkungen der Biotechnologie werden in den Kategorien Humantoxizität und Ökotoxizität angesiedelt. Bei diesen Kategorien handelt es sich um Nahwirkungen, wenn auch der Transport der Stoffe über die mobilen Medien Luft und Wasser über weite Strecken erfolgen kann. Eine mögliche Methode zur quantitativen Wirkungsabschätzung von Human- und Ökotoxizität ist die „Critical Surface Time“-Methodik (CST 95). Bei der Berechnung der Wichtungsfaktoren gehen Verteilung und Abbauverhalten in der Umwelt sowie Toxizitätsdaten ein. Dabei wird das Humantoxizitätspotential (HTP) in Blei-Äquivalenten angegeben. Diese Methodik hat sich besonders für die Wirkungsabschätzung landwirtschaftlicher Produktionsweisen bewährt.